# Деревний кенгуру інустус
Деревний кенгуру інустус (Dendrolagus inustus, від лат. inustus — вигорілий) — вид із родини Кенгурових.

## Поширення
Трапляється в північних прибережних районах (у тому числі гори Фойя) острова Нова Гвінея (Індонезія та Папуа Нова Гвінея). Він мешкає також на сусідніх островах Япен, Вайґео, Місул, Салаваті і, можливо, Батанта. Діапазон поширення за висотою: 100—1400 м над рівнем моря. Населяє низовинні та середньогірські тропічні ліси. Трапляється як в первинних, так і в деградованих лісах.

## Характеристика
Характеризується значною кількістю сивого волосся, що вкриває його тіло. Зафіксована максимальна тривалість життя для виду понад 21 рік.

## Загрози та охорона
Деревний кенгуру інустус перебуває під серйозною загрозою полювання місцевими жителями на продовольство, а також загрозою втрати й деградації довкілля через перетворення лісів для дрібних сільськогосподарських потреб і великих плантацій олійної пальми (Elaeis). Цей вид трапляється в кількох природоохоронних територіях.

## Підвиди
вид Dendrolagus inustus
- підвид Dendrolagus inustus inustus (Müller, 1840)
- підвид Dendrolagus inustus finschi (Matschie, 1916)